# غوستاف فريدريش ويلهلم غروسمان
غوستاف فريدريش ويلهلم غروسمان (بالألمانية: Gustav Friedrich Großmann )‏ (و. 1746 – 1796 م) هو ممثل، ومؤلف، وممثل مسرحي، وكاتب ألماني، ولد في برلين، كان عضوًا في متنورون، توفي في هانوفر، عن عمر يناهز 50 عاماً.